# Vnetje prostate
Vnetje prostate ali prostatitis je krovni izraz za več vnetnih bolezni, ki prizadenejo prostato, žlezo, ki se pri moških nahaja pod sečnim mehurjem. Vnetni proces v prostati je lahko posledica ustreznega fiziološkega odziva organizma na okužbo, lahko pa nastane tudi v odsotnosti okužbe.
Gre za pogosto bolezen, zlasti pri moških, mlajših od 50 let.

## Razvrstitev
Prostatitis se razvršča v štiri glavne skupine oziroma kategorije:
| Kategorija | Aktualno poimenovanje                                                              | Staro poimenovanje               | Prisotnost bolečine | Prisotnost bakterijske okužbe | Prisotnost belih krvničk v ejakulatu | Opis |
| ---------- | ---------------------------------------------------------------------------------- | -------------------------------- | ------------------- | ----------------------------- | ------------------------------------ | --- |
| I          | akutni prostatitis                                                                 | akutni bakterijski prostatitis   | da                  | da                            | da                                   | Gre za bakterijsko okužbo prostate, ki zahteva takojšnje nujno zdravljenje.                                                                    |
| II         | kronični bakterijski prostatitis                                                   | kronični bakterijski prostatitis | ±                   | da                            | da                                   | Relativno redka bolezen, ki se običajno kaže z občasnimi vnetji sečil.                                                                         |
| IIIa       | vnetni kronični prostatitis/vnetni sindrom kronične bolečine v medenici (CPPS)     | nebakterijski prostatitis        | da                  | ne                            | da                                   | Predstavlja 90–95 % diagnosticiranih primerov prostatitisa.                                                                                    |
| IIIb       | nevnetni kronični prostatitis/nevnetni sindrom kronične bolečine v medenici (CPPS) | prostatodinija                   | da                  | ne                            | ne                                   | Predstavlja 90–95 % diagnosticiranih primerov prostatitisa.                                                                                    |
| IV         | asimptomatski vnetni prostatitis                                                   | /                                | ne                  | ne                            | da                                   | Bolnik ne poroča o bolečinah, prisotna pa je levkocitoza (prehodno zvišana koncentracija levkocitov v krvi), ki se običajno ugotovi naključno. |